# Geografia do Líbano
O Líbano alonga-se pelo lado leste com o Mar Mediterrâneo, tendo um comprimento quase três vezes igual à sua largura. Enquanto se estica de norte a sul, a largura do território torna-se mais estreita.
O clima é do tipo mediterrâneo moderado, com Verões quentes e secos e Invernos frios e chuvosos. A pluviosidade é maior nas áreas montanhosas e no Vale do Bekaa do que na costa. Nas montanhas do Monte-Líbano cai neve que permanece nos cumes até ao começo do Verão. 
Alguns dos fenômenos que atualmente atingem o meio ambiente são erosão do solo, desertificação, poluição do ar devido ao tráfego de automóveis em Beirute e devido à queima de resíduos industriais, poluição de águas costeiras.
O Rio Litani é o único grande rio do Sudoeste Asiático que não cruza uma fronteira internacional. Alguns dos acordos internacionais que Líbano assinou incluem o da biodiversidade, da mudança climática, desertificação, resíduos tóxicos, lei do mar, proteção da camada de ozônio, poluição marítima, etc.

## Área
- Área total: 10.452 km²
- Terra: 10.280 km²
- Água: 170 km²

## Fronteiras
- Fronteiras em terra:
  - Total: 454 km
  - Por país: 79 km com Israel e 375 km com a Síria
- Costa: 210 km
- Alega propriedade de 12 milhas náuticas